# Les Enfoirés à l'Opéra-Comique
Albums de Les Enfoirés
Les Enfoirés au Grand Rex
(1994) La Soirée des Enfoirés
(1996)
Les Enfoirés à l'Opéra Comique est le cinquième album des Enfoirés, tiré du spectacle du 6 mars 1995 à l'Opéra-Comique, à Paris. Le spectacle a été diffusé le 8 mars 1995 sur TF1 et est sorti en CD, cassette et cassette VHS, le 17 novembre 1995.

## Liste des titres
| n° | Titre                                     | Interprète(s)                                                                         | Paroles                                                          | Musique                       | Interprète(s) original(aux)                                                                                     |
| -- | ----------------------------------------- | ------------------------------------------------------------------------------------- | ---------------------------------------------------------------- | ----------------------------- | --- |
| 1  | 10 ans, ça suffit                         | Patrick Bruel et Vanessa Paradis                                                      | Bruno Garcin (Adapt. Patrick Bruel - Jean-Jacques Goldman)       | Patrick Bruel                 | Patrick Bruel (Place des grands hommes)                                                                         |
| 2  | La Chanson des Restos                     | Liane Foly, Véronique Sanson, Patricia Kaas, Carole Fredericks et Muriel Robin        | Jean-Jacques Goldman                                             | Jean-Jacques Goldman          | Nathalie Baye, Coluche, Catherine Deneuve, Michel Drucker, Jean-Jacques Goldman, Yves Montand et Michel Platini |
| 3  | Da dou ron ron                            | Josiane Balasko et Eddy Mitchell                                                      | Ellie Greenwich - Phil Spector adaptation française Georges Aber | Jeff Barry                    | Johnny Hallyday                                                                                                 |
| 4  | Le Tourbillon de la vie                   | Renaud, Patricia Kaas et Alain Souchon                                                | Cyrus Bassiak                                                    | Cyrus Bassiak - F. Rauser     | Jeanne Moreau                                                                                                   |
| 5  | La Chanson des jumelles                   | Liane Foly et Mimie Mathy                                                             | Jacques Demy                                                     | Michel Legrand                | Catherine Deneuve et Françoise Dorléac                                                                          |
| 6  | L'Italien                                 | Patrick Bruel et Serge Reggiani                                                       | Jean-Loup Dabadie                                                | François Bernheim             | Serge Reggiani                                                                                                  |
| 7  | Alors raconte                             | Gilbert Bécaud et Smaïn                                                               | Jean Broussolle                                                  | Gilbert Bécaud                | Gilbert Bécaud                                                                                                  |
| 8  | Les Plays-boys                            | Pierre Palmade, Patrick Bruel, Laurent Voulzy, Alain Souchon, Renaud et Florent Pagny | Jacques Lanzmann                                                 | Jacques Dutronc               | Jacques Dutronc                                                                                                 |
| 9  | Paroles, paroles                          | Pierre Palmade et Muriel Robin                                                        | Matteo Chiosso - Gianni Ferrio (Adapt. Michaële)                 | Giancarlo del Re              | Dalida et Alain Delon                                                                                           |
| 10 | Je l'aime à mourir                        | Carole Fredericks et Basile Boli                                                      | Francis Cabrel                                                   | Francis Cabrel                | Francis Cabrel                                                                                                  |
| 11 | Tous les garçons et les filles de mon âge | Carla Bruni et Laurent Voulzy                                                         | Françoise Hardy                                                  | Françoise Hardy - Roger Samyn | Françoise Hardy                                                                                                 |
| 12 | Je n'aurai pas le temps                   | Jean-Jacques Goldman et Michel Fugain                                                 | Pierre Delanoë                                                   | Michel Fugain                 | Michel Fugain                                                                                                   |
| 13 | Belle-Île-en-Mer                          | Florent Pagny et Véronique Sanson                                                     | Alain Souchon                                                    | Laurent Voulzy                | Laurent Voulzy                                                                                                  |
| 14 | La Complainte du phoque en Alaska         | Vanessa Paradis et Maxime Le Forestier                                                | Michel Rivard                                                    | Michel Rivard                 | Beau Dommage |
| 15 | On ira tous au paradis                    | Les Enfoirés                                                                          | Jean-Loup Dabadie - Michel Polnareff                             | Michel Polnareff              | Michel Polnareff                                                                                                |
| 16 | La Chanson des Restos                     | Les Enfoirés                                                                          | Jean-Jacques Goldman                                             | Jean-Jacques Goldman          | Nathalie Baye, Coluche, Catherine Deneuve, Michel Drucker, Jean-Jacques Goldman, Yves Montand et Michel Platini |

## Single
- On ira tous au paradis / La Chanson des Restos (CD 2 titres)

## Liste des artistes
Artistes présents : Cette année-là il y avait 32 artistes présents.
- Laurent Baffie (Première participation)
- Josiane Balasko
- Gilbert Bécaud (Première participation)
- Basile Boli (Première participation)
- Patrick Bruel
- Carla Bruni (Première participation)
- Alain Delon (première participation)
- Dieudonné (première participation)
- Liane Foly
- Carole Fredericks
- Michel Fugain (première participation)
- Jean-Jacques Goldman
- Patricia Kaas
- Élie Kakou
- Yves Lecoq
- Maxime Le Forestier (Première participation)
- Mimie Mathy
- Eddy Mitchell
- Les Nuls (Alain Chabat, Dominique Farrugia, Chantal Lauby)
- Florent Pagny
- Pierre Palmade
- Vanessa Paradis
- Serge Reggiani (Première participation)
- Renaud
- Muriel Robin
- Véronique Sanson
- Élie Semoun (Première participation)
- Smaïn
- Alain Souchon
- Laurent Voulzy

## Musiciens
- Basse, Arrangements et Direction d'Orchestre : Guy Delacroix
- Batterie : Christophe Deschamps
- Claviers : Jean-Yves D'Angelo
- Claviers et Accordéon : Jean-Yves Bikialo
- Guitares : Manu Vergeade et Michel-Yves Kochmann
- Saxophone : Michel Gaucher
- Violons : Patrice Mondon, Jocelyne Maubre, Christian Tetard, Claire Lisieki, Frédéric Visconte et Elisabeth Pallas
- Alto : Jean-Marc Appap et Marc Desmons
- Violoncelle : Philippe Nadal et Frédéric Lagarde
- Régisseur Cordes : Patrice Mondon
- Guitares additionnelles : Patrick Bruel et Jean-Jacques Goldman
- Piano sur L'Italien : Raymond-Bernard Cohen

## Audience
La retransmission télévisée du spectacle a été suivie, en France, par 7 645 880 téléspectateurs, soit 34,5 % de part de marché.

## Classements hebdomadaires
| Classement (1995) | Meilleure place |
| ----------------- | --------------- |
| France (SNEP)     | 9               |